# Is There Anybody Out There? The Wall Live 1980-81
Is There Anybody Out There? The Wall Live 1980-81 è il quarto album dal vivo del gruppo musicale britannico Pink Floyd, pubblicato il 23 marzo 2000 dalla EMI.

## Brani
Il disco contiene registrazioni dei concerti che i Pink Floyd tennero nel biennio 1980-1981 durante il The Wall Tour, la tournée successiva alla pubblicazione dell'album The Wall del 1979. In ogni data vennero suonati tutti i brani dell'album con l'aggiunta di What Shall We Do Now?, escluso al momento della pubblicazione dello stesso per motivi di spazio, e The Last Few Bricks, un medley di altri brani dell'album inserito per permettere il completamento della costruzione del muro durante lo spettacolo.

## Accoglienza
L'album raggiunse la seconda posizione in Italia e Norvegia, la terza in Svizzera, Germania e Austria, la quarta nei Paesi Bassi e Nuova Zelanda e l'ottava in Francia.

## Tracce
Disco 1
Testi e musiche di Roger Waters, eccetto dove indicato.
1. MC: Atmos – 1:13
2. In the Flesh? – 3:00
3. The Thin Ice – 2:49
4. Another Brick in the Wall (Part I) – 4:13
5. The Happiest Days of Our Lives – 1:40
6. Another Brick in the Wall (Part II) – 6:19
7. Mother – 7:54
8. Goodbye Blue Sky – 3:15
9. Empty Spaces – 2:14
10. What Shall We Do Now? – 1:40
11. Young Lust – 5:17 (Roger Waters, David Gilmour)
12. One of My Turns – 3:41
13. Don't Leave Me Now – 4:08
14. Another Brick in the Wall (Part III) – 1:15
15. The Last Few Bricks – 3:26 (Roger Waters, David Gilmour)
16. Goodbye Cruel World – 1:41

Disco 2
1. Hey You – 4:55
2. Is There Anybody Out There? – 3:09
3. Nobody Home – 3:15
4. Vera – 1:27
5. Bring the Boys Back Home – 1:20
6. Comfortably Numb – 7:26 (David Gilmour, Roger Waters)
7. The Show Must Go On – 2:35
8. MC: Atmos – 0:37
9. In the Flesh – 4:23
10. Run Like Hell – 7:05 (David Gilmour, Roger Waters)
11. Waiting for the Worms – 4:14
12. Stop – 0:30
13. The Trial – 6:01 (Roger Waters, Bob Ezrin)
14. Outside the Wall – 4:27

## Formazione
Gruppo
- David Gilmour – chitarra, voce
- Roger Waters – basso, chitarra, voce
- Richard Wright – tastiera
- Nick Mason – batteria

Altri musicisti
- Snowy White – chitarra (concerti del 1980)
- Andy Roberts – chitarra (concerti del 1981)
- Andy Bown – basso
- Willie Wilson – batteria
- Peter Woods – tastiera
- John Joyce – cori
- Stan Farber – cori
- Jim Haas – cori
- Joe Chemay – cori

Produzione
- James Guthrie – produzione, missaggio, registrazione
- Nigel Taylor – supporto tecnico, sincronizzazione
- Christopher Brooks – digital mansory
- Joe Plante – assistenza tecnica
- Doug Hopkins – registrazione
- Doug Sax – mastering

## Classifiche
| Classifiche (2000) | Posizione massima |
| ------------------ | ----------------- |
| Austria            | 3                 |
| Belgio (Fiandre)   | 7                 |
| Belgio (Vallonia)  | 5                 |
| Canada             | 4                 |
| Francia            | 8                 |
| Germania           | 3                 |
| Irlanda            | 22                |
| Italia             | 2                 |
| Norvegia           | 2                 |
| Nuova Zelanda      | 4                 |
| Paesi Bassi        | 4                 |
| Portogallo         | 1                 |
| Regno Unito        | 15                |
| Stati Uniti        | 19                |
| Svezia             | 50                |
| Svizzera           | 3                 |